# Potentilla buccoana
Potentilla buccoana är en rosväxtart som beskrevs av Frederic Edward Clements. Enligt Catalogue of Life ingår Potentilla buccoana i släktet fingerörter och familjen rosväxter, men enligt Dyntaxa är tillhörigheten istället släktet fingerörter och familjen rosväxter. Arten förekommer tillfälligt i Sverige, men reproducerar sig inte. Inga underarter finns listade i Catalogue of Life.